# Fool for Love
Fool for Love es el séptimo episodio de la quinta temporada de Buffy the Vampire Slayer. La narración sigue a Spike que le cuenta a Buffy - preocupada después de haber sido herida por un vampiro -, a modo de visiones del pasado, cómo mató a dos cazadoras.

## Argumento
Un vampiro casi le clava una estaca a Buffy (Sarah Michelle Gellar), pero Riley(Marc Blucas) la salva de milagro. Riley se ofrece para patrullar con ella. Buffy está afectada, así que va a hablar con Giles (Anthony Stewart Head) de las anteriores cazavampiros, pero los diarios de los Vigilantes no describen las muertes de estas por algo ser demasiado doloroso, así que Buffy va a hablar con la única persona que puede conocer los detalles: Spike (James Marsters).
En el Bronze, Spike cuenta su historia. Londres, 1880. A William, un poeta muy malo, le roban un poema que leen en alto para mofarse de él. La chica del poema se siente avergonzada y le dice que es inferior a ella. William, profundamente dolido y humillado, abandona el lugar y se encuentra con Drusilla (Juliet Landau), que le convierte en vampiro: Spike. En su nueva vida, Angelus (David Boreanaz) le dice que si sigue por ese camino acabará asesinado por una multitud furiosa o siendo cazado por la Elegida. Desde ese momento Spike se obsesiona con matar a la Cazadora. En la Rebelión Boxer china de 1900 Spike mata a su primera Elegida (Ming Qiu). Según él, la sangre de la cazavampiros es afrodisíaca y se la ofrece a Drusilla, que está orgullosa de él.
A Buffy la historia no le está gustando, pero fuera del Bronze le pide que continúe. Nueva York, 1977. Spike lucha con una Cazadora afroamericana llamada Niki Woods (April Weeden) en un vagón de metro. Parece que ella va a ganar pero en un momento Spike cambia de posición y le parte el cuello. Spike le dice a Buffy que no se trata de lo bien que luchen sino de que toda Cazadora desea la muerte. También le dice que si ella ha durado tanto es porque tiene lazos con el mundo a través de sus amigos y su familia, pero antes o después deseará morir y en ese instante él estará allí.
Spike intenta besar a Buffy pero ésta se aparta, le dice que es inferior a ella y se marcha. Humillado, Spike toma un rifle para matar a Buffy. Harmony (Mercedes McNab) trata de detenerlo, pero él está decidido y recuerda que cuando en Sudamérica en 1998 sorprendió a Drusilla con el Demonio del Caos (Ken Feinberg), ella le culpó porque todo lo que veía cuando le miraba era a la Cazadora flotando a su alrededor.
De vuelta a casa Buffy ve a Joyce preparándose para ir al hospital y ésta le confiesa que lo que tiene puede ser algo serio. Buffy intenta parecer valiente, pero sale al porche trasero a llorar. Spike va hacia ella, con el rifle en la mano. Cuando Spike ve que está llorando le pregunta qué va mal y si puede hacer algo. Se sienta junto ella y la reconforta. Los dos se quedan allí, sentados en silencio. 

### Personajes principales
- Sarah Michelle Gellar como Buffy Summers.
- Nicholas Brendon como Xander Harris.
- Alyson Hannigan como Willow Rosenberg.
- Marc Blucas como Riley Finn.
- Emma Caulfield como Anya Jenkins.
- Michelle Trachtenberg como Dawn Summers.
- James Marsters como Spike.
- Anthony Stewart Head como Rupert Giles.

### Apariciones especiales
- David Boreanaz como Angelus/Ángel.
- Juliet Landau como Drusilla.
- Julie Benz como Darla.
- Mercedes McNab como Harmony Kendall.
- Kristine Sutherland como Joyce Summers.

### Personajes secundarios
- Kali Rocha como Cecily Addams.
- Edward Fletcher como Hombre en la fiesta.
- Katharine Leonard como Mujer en la fiesta.
- Matthew Lang como 2.º hombre en la fiesta.
- Chris Daniels as Vampiro apuñalador.
- Kenneth Feinberg como Demonio del caos.
- Steve Heinze como Vampiro #1.
- Ming Liu como Cazadora china.
- April Wheedon-Washington como Cazadora en el metro.

## Producción